# Brníčko
Brníčko (németül Brünnles, latinul Brinlic) község Csehországban, Morvaország északi részén a Šumperki járás-ban, Zábřeh-től 7 km-re északkeletre, a Zábřehi-dombságban.
A Loučký-i patak (Loučský-potok) által kettészelt település felső részén található a várhegy, a XII. századból származó vár romjaival, melyet Mátyás király Fekete serege foglalt el és rombolt le 1474-ben. A vár – melynek legjelentősebb ura a zábřehi és brníčkoi Tunkl-család volt – 2005 óta a falu felé haladva már messziről látható, mivel a környező erdőnek a várat elrejtő részét (hosszas vitát követően) kivágták. A község címere is az egykori földesúr címeréből ered – ezüst hal a várfal felett.
A község másik műemléke a késő román szerkezetű Szűz Mária születése templom, melyben 2005-ben elektromos órát helyeztek el, és éjszakai díszkivilágítást kapott.

## Népesség
A település népessége az elmúlt években az alábbi módon változott:
| Lakosok száma | 871  | 938  | 964  | 731  | 689  | 615  | 649  | 666  | 645  | 628  |
|               | 1869 | 1890 | 1921 | 1950 | 1980 | 2001 | 2017 | 2019 | 2022 | 2024 |